# Джулі Девіс Фішер
Джулі Девіс Фішер (англ. Julie Davis Fisher) — американська дипломатка. Заступник помічника державного секретаря США. Надзвичайний і Повноважний Посол США в Білорусі (2020—2022). Надзвичайний і Повноважний посол США в Республіці Кіпр (з лютого 2023). Тимчасова повірена у справах США в Україні (з травня 2025).

## Життєпис
Отримала ступінь бакалавра в Університеті Північної Кароліни в Чапел-Гілл та ступінь магістра в Школі міжнародних та громадських справ Принстонського університету. Володіє англійською, російською та французькою мовами.
У 2011—2013 роках пані Фішер служила заступником директора офісу генерального секретаря НАТО, де займалася питаннями Північної Америки, балтійських країн, операційною політикою і питаннями оборони і стримування. Посол Девіс є кар'єрною дипломаткою вищого керівного складу дипломатичної служби США, її кар'єра охоплювала численні відрядження до країн Східної Європи. Вона обіймала посаду спеціального посланника з питань Білорусі у Вільнюсі, Литва. 
Вона обіймала посаду заступника помічника Державного секретаря з питань Західної Європи та Європейського Союзу в Бюро з питань Європи та Євразії, а також заступника постійного представника місії США при НАТО. До цього вона була керівником апарату заступника Державного секретаря з питань управління та ресурсів і директором Оперативного центру Державного департаменту США. Інші її призначення включають роботу в міжнародному апараті НАТО на посаді заступника директора Особистого офісу та відрядження до посольств США в Грузії, Україні та РФ, а також відрядження до Ради національної безпеки, Бюро з питань Європи та Євразії та Близького Сходу, а також до апарату Виконавчого секретаріату Державного секретаря.
20 квітня 2020 року Президент Дональд Трамп заявив про намір висунути Фішер на посаду посла США в Білорусі. 4 травня 2020 року її кандидатура була надіслана до Сенату і розглядалося перед Комітетом з міжнародних відносин Сенату США. 22 грудня Комітет з міжнародних справ американського Сенату затвердив кандидатуру Джулі Фішер як посол. 23 грудня 2020 року Державний департамент США повідомив, що Джулі Фішер приведена до присяги як американський посол у Мінську.
9 червня 2022 року Фішер оголосила про звільнення з посади посла США в Білорусії, а вже 15 червня президент США Джо Байден призначив Фішер наступним послом США на Кіпрі. 30 листопада 2022 року відбулися слухання щодо висунення її кандидатури в Комітеті Сенату з міжнародних відносин, а 7 грудня 2022 року комітет позитивно схвалив її. Сенат підтвердив висунення кандидатури 13 грудня 2022 року шляхом голосування. Вона була приведена до присяги виконуючим обов'язки заступника секретаря Джоном Р. Бассом 1 лютого 2023 року, і вручила свої вірчі грамоти президенту Нікосу Анастасіадісу 21 лютого 2023 року.
5 травня 2025 року була призначена тимчасово повіреною у справах в Україні.